# Santiago Mariño
Santiago Mariño Carige (El Valle del Espíritu Santo, 25 de julio de 1788-La Victoria, 4 de septiembre de 1854) fue un militar y político venezolano, general en jefe del ejército de Venezuela y prócer de la independencia de Hispanoamérica. Se le otorgó el título de Libertador de Oriente, por haber liderado la campaña que liberó al oriente venezolano del imperio español en 1813. Mariño ejerció también el cargo de presidente de Venezuela en 1835.

## Biografía
Mariño nació en la ciudad del Valle del Espíritu Santo de la Isla de Margarita. Su padre, Santiago Mariño de Acuña quien fue capitán de milicias regladas, y su madre Atanasia Carige Fitzgerald, descendiente de irlandeses. Cursó estudios en la colonia británica de Trinidad, donde sus padres habían fijado residencia cuando Mariño aún era un niño. Con 22 años de edad, a raíz de los sucesos del 19 de abril de 1810, fue a Trinidad en el desempeño de una misión que le fuera encomendada por el Ayuntamiento de Cumaná para buscar apoyo de los ingleses a la causa patriota y para protestar ante el gobernador de esa colonia, Thomas Hyslop, por las actividades contrarrevolucionarias de Andrés Level de Goda, dando inicio a un enfrentamiento verbal entre este y Mariño en presencia de los funcionarios ingleses. Level de Goda fue suspendido en sus funciones y se le dio la ciudad de Puerto España por cárcel. Dos años después, formó parte de la expedición que bajo las órdenes del coronel Manuel Villapol, salió de Cumaná con el encargo de dominar la insurrección surgida en la provincia de Guayana. Perdida la Primera República, emigró a Trinidad en compañía de varios patriotas y de allí, en cuenta de la situación reinante en Venezuela con el gobierno del jefe español Domingo Monteverde, decide trasladarse al islote de Chacachacare, lugar donde se encontraba la hacienda de su hermana Concepción Mariño.
Luego fue uno de los principales opositores de la separación de Venezuela de la Gran Colombia por parte de José Antonio Páez. 
En 1835, fue presidente de Venezuela luego de encabezar la Revolución de las Reformas.

### Vida política

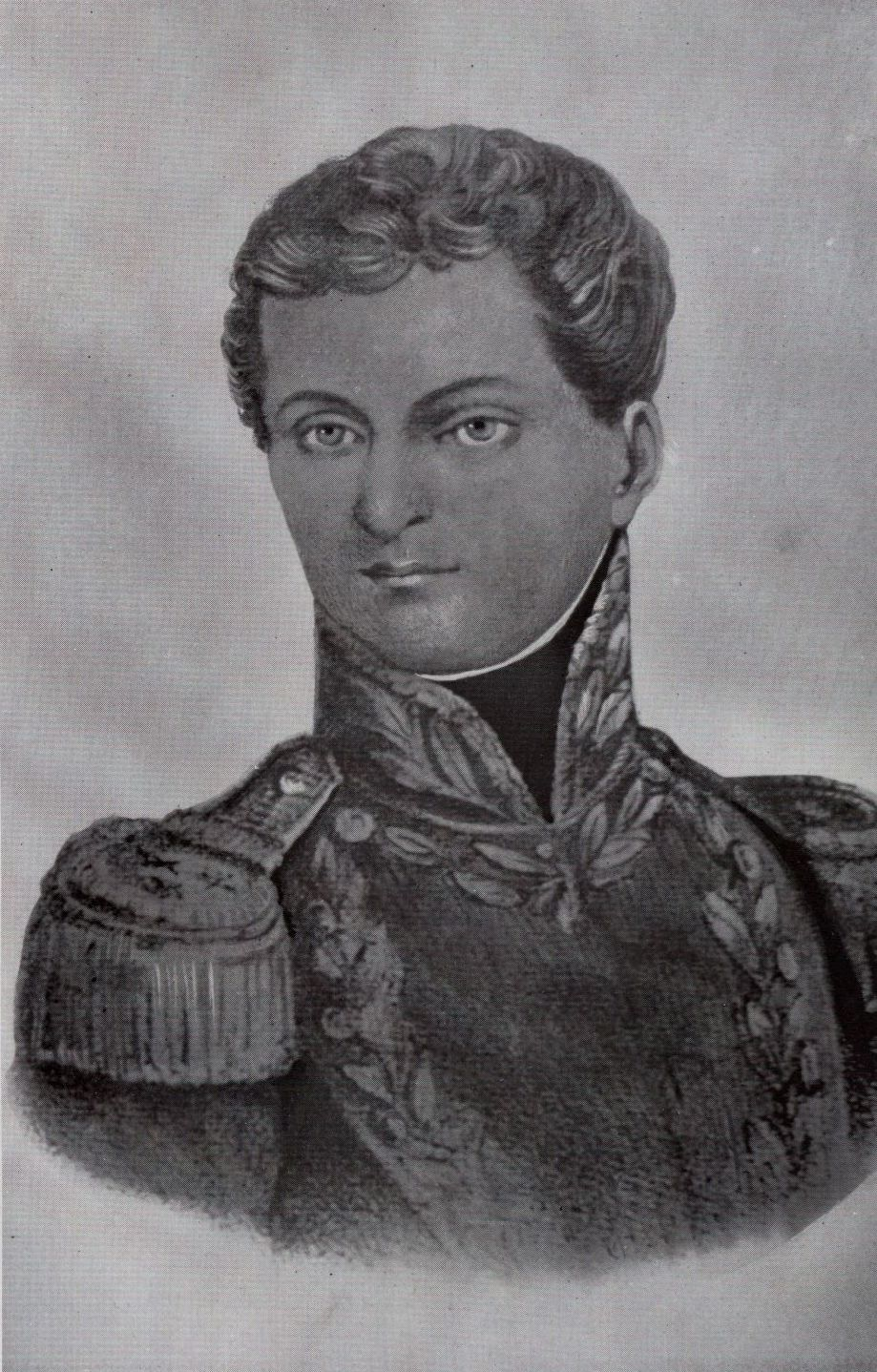
Retrato de Santiago Mariño.

El 11 de enero de 1813, junto con 44 patriotas que habían emigrado con él a la británica Trinidad, constituyó una junta en la cual se discutió y decidió una ofensiva para liberar al oriente de Venezuela del dominio español; a tal fin se redactó el documento conocido como Acta de Chacachacare, firmada por Mariño en la hacienda de su hermana Concepción le sirvieron como secretarios: Francisco Azcue, José Francisco Bermúdez, Manuel Piar y Manuel Valdés. Al día siguiente de la firma del acta, Mariño, con el grado de coronel, y sus soldados invadieron el oriente venezolano donde condujo las operaciones militares que en el curso de seis meses, dieron como resultado la liberación de las provincias de Barcelona y Cumaná. En febrero de 1814, acudió con su ejército en auxilio de Bolívar, quien operaba en el centro y en el occidente del país. En La Victoria, después de haber derrotado en Bocachica al jefe realista José Tomás Boves, se entrevistaron Mariño y Bolívar el 5 de abril, para discutir los planes que desarrollarían los ejércitos de oriente y occidente respectivamente; de acuerdo con esto, marchó Mariño con 2300 hombres hacia San Carlos contra el brigadier José Cevallos, quien comandaba a 4.000 hombres, fue derrotado por el jefe realista. La acción siguiente fue la primera batalla de Carabobo (28 de mayo) en la que Bolívar venció al mariscal de campo Juan Manuel Cajigal. De Carabobo, Mariño se dirigió al sitio de La Puerta donde junto a Bolívar hizo frente a José Tomás Boves con saldo desfavorable para los republicanos.
Caída la segunda república se produjo el exilio de Simón Bolívar y Santiago Mariño en Cartagena, Jamaica y Haití. Participó en la primera expedición de Los Cayos y llegando a Venezuela fue nombrado segundo del Libertador. Inspiró el Congreso de Cariaco con José Cortés de Madariaga, en el cual se revivió el federalismo en Venezuela, lo que le ocasionó un choque con Bolívar que desautorizó dicho Congreso. Como diputado, Mariño representó la provincia de Cumaná en el segundo Congreso de Venezuela, reunido en Angostura el 15 de febrero de 1819, del cual tuvo la licencia para volver al ejército. Ese mismo año, triunfó sobre el coronel Eugenio Arana en el combate de Cantaura; y mientras Bolívar operaba en la Nueva Granada tomó parte en el movimiento que desplazó a Francisco Antonio Zea de la vicepresidencia de la República. En su lugar fue nombrado el general en jefe Juan Bautista Arismendi, y Mariño quedó como comandante en jefe del ejército de oriente. Una vez que Bolívar llegó a la ciudad de Angostura, Mariño fue destacado en el Estado Mayor. Posteriormente, el 30 de mayo de 1821 fue nombrado jefe del Estado Mayor General del Ejército Libertador, y con ese cargo combatió en la batalla de Carabobo (24 de junio). En 1824, fue designado en Caracas presidente del Consejo de Guerra de Oficiales Generales que debía juzgar la conducta del general de brigada Lino de Clemente en la pérdida de Maracaibo en 1823. En 1826 el Congreso de Colombia lo designó con el importante cargo de ministro juez de la Alta Corte, función que no pudo ejercer al estallar en Venezuela el movimiento separatista de La Cosiata, en el que fue uno de los principales dirigentes junto a José Antonio Páez.
El movimiento separatista de La Cosiata o revolución de los morrocoyes, estalló en Valencia el 30 de abril de 1826, fue el que llevó al poder al general Páez, desconociendo la constitución y rechazando a la Nueva Granada y al gobierno de Santander. Como Intendente y Comandante general de Maturín se destacó en la separación de Venezuela y fue su representante ante los Granadinos que dirigía el mariscal Sucre en la reunión de Cúcuta de 1830. Durante el primer gobierno de José Antonio Páez siendo Ministro de Guerra y Marina, se une a la Revolución Integradora de 1831.

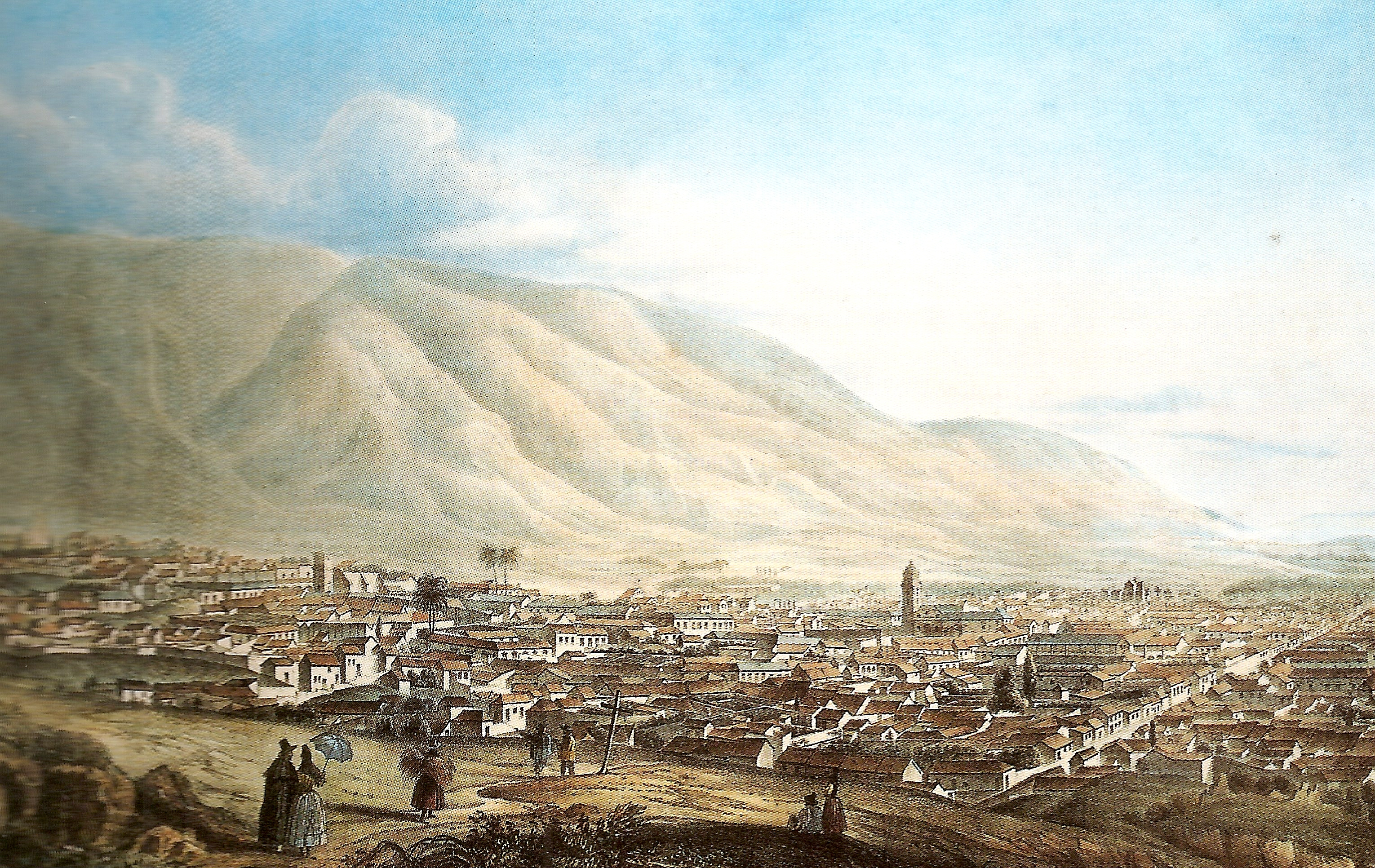
Caracas según Joseph Thomas en 1839.

Derrotado por el doctor José María Vargas en las elecciones presidenciales de 1835, dirigió la "Revolución de las Reformas" el 8 de julio de 1835 la cual tenía como objetivos establecer el fuero militar, la religión del Estado, reivindicar el nombre del Libertador Simón Bolívar y reconstruir la Gran Colombia. El 9 de julio de 1835 el presidente Vargas y el vicepresidente Andrés Narvarte salieron desterrados a la isla de Saint Thomas.
A pesar de que los miembros de la Junta Revolucionaria reconocerían al General Santiago Mariño como Jefe Supremo, hasta que se promulgase la nueva Constitución, los revolucionarios, en un intento por mantener el poder, también proclamaron a José Antonio Páez como Jefe Superior, y lo mismo hizo el expulsado presidente José María Vargas, cuando lo designa Jefe de Operaciones, constituido en árbitro. Páez decidió apoyar al Gobierno Constitucional, argumentando que: No vacilé pues en volar en defensa de la Constitución. En realidad, lo que hace es defender el poder que perdería con el triunfo de la revolución reformista, dirigida por su más serio opositor militar y político, pero esta al final sucumbe y es derrotada por el propio general Páez. Mariño deja el poder y es expulsado a la Antillas. El doctor Vargas fue restituido en la primera magistratura el 20 de agosto de 1835 y continuó como Presidente de la República hasta abril de 1836, fecha en la que renunció irrevocablemente a dicho cargo. Participó en la Guerra de los Supremos en la República de la Nueva Granada del bando de los alzados.
Mariño regresó en 1848 y el presidente de la República José Tadeo Monagas, le encomienda la dirección del ejército para hacer frente al levantamiento en armas del general Páez, a raíz de los acontecimientos del 24 de enero de 1848, que derivaron en el asalto al Congreso por parte de Monagas. Años después en 1853, fue reducido a prisión por su participación en la llamada Revolución de Mayo, la cual estalló la noche del 24 al 25 de mayo de dicho año, pero fue liberado tiempo después. Los últimos días de su existencia los pasó en La Victoria, retirado de las actividades públicas y políticas. Sus restos reposan en el Panteón Nacional desde el 29 de enero de 1877. 
Algunos consideran que parte de la fama y prestigio histórico que ostenta Simón Bolívar se debe al fiel trabajo de Mariño, siendo quien propició diversas victorias y gestas de la independencia. El mismo Bolívar reconoció en más de una ocasión la relevancia de Mariño para Venezuela. Al igual que muchos personajes de la historia de Venezuela, estuvo vinculado a la masonería, siendo miembro de esta orden en grado 33.

## Rangos militares
En 1810 la Junta de Caracas lo nombró capitán, siendo luego designado comandante de la costa de Güiria y recibió el grado de coronel. Mariño fue nombrado Jefe Supremo de la expedición que liberó Oriente, con plenas facultades, por una Junta donde él era presidente y Francisco Ascúe, José Francisco Bermúdez, Manuel Piar y Manuel Valdés secretarios. Véase Acta de la reunión en Chacachacare, 11 de enero de 1813. En los siguientes siete meses de campaña consiguió hacerse con la región, proclamar el «Estado Oriental» y ser reconocido como Jefe Supremo y General en Jefe.
El 2 de enero de 1814, una asamblea popular presidida por Cristóbal Mendoza en Caracas nombra a Bolívar Jefe Supremo, quien de inmediato nombra a Mariño «Libertador de Oriente». Después Mariño usaba para referirse a sí mismo los títulos de «brigadier» y «General en Jefe», como aparece en su Proclama del brigadier de los ejércitos nacionales y General en Jefe en las provincias de Oriente, Santiago Mariño, para su ejército, Aragua de Barcelona, 26 de enero de 1814. En el texto preservado por el periodista venezolano Francisco Javier Yanes en su obra publicada originalmente en 1821, el brigadier invita a sus hombres a tomar las armas y luchar hasta destruir completamente a sus enemigos. El 6 de mayo de 1816, en el templo parroquial de la Villa del Norte, durante la expedición de Los Cayos, fue nombrado Segundo del Libertador por una Junta de Notables. Debido a esto fue designado Jefe del Estado Mayor en las batallas de Carabobo (1814 y 1821) y Sucesor del Libertador en caso de muerte. En 1819 fue diputado en el Congreso de Angostura por Cumaná y tenía el rango de general en jefe. Un documento titulado Registro de los señores oficiales, generales y subalternos, por rango de antigüedad, fechado en Angostura el 18 de febrero de 1819, le asigna el rango de general en jefe, aunque no menciona cuándo recibió el ascenso.

## Ascendencia, matrimonio y descendencia

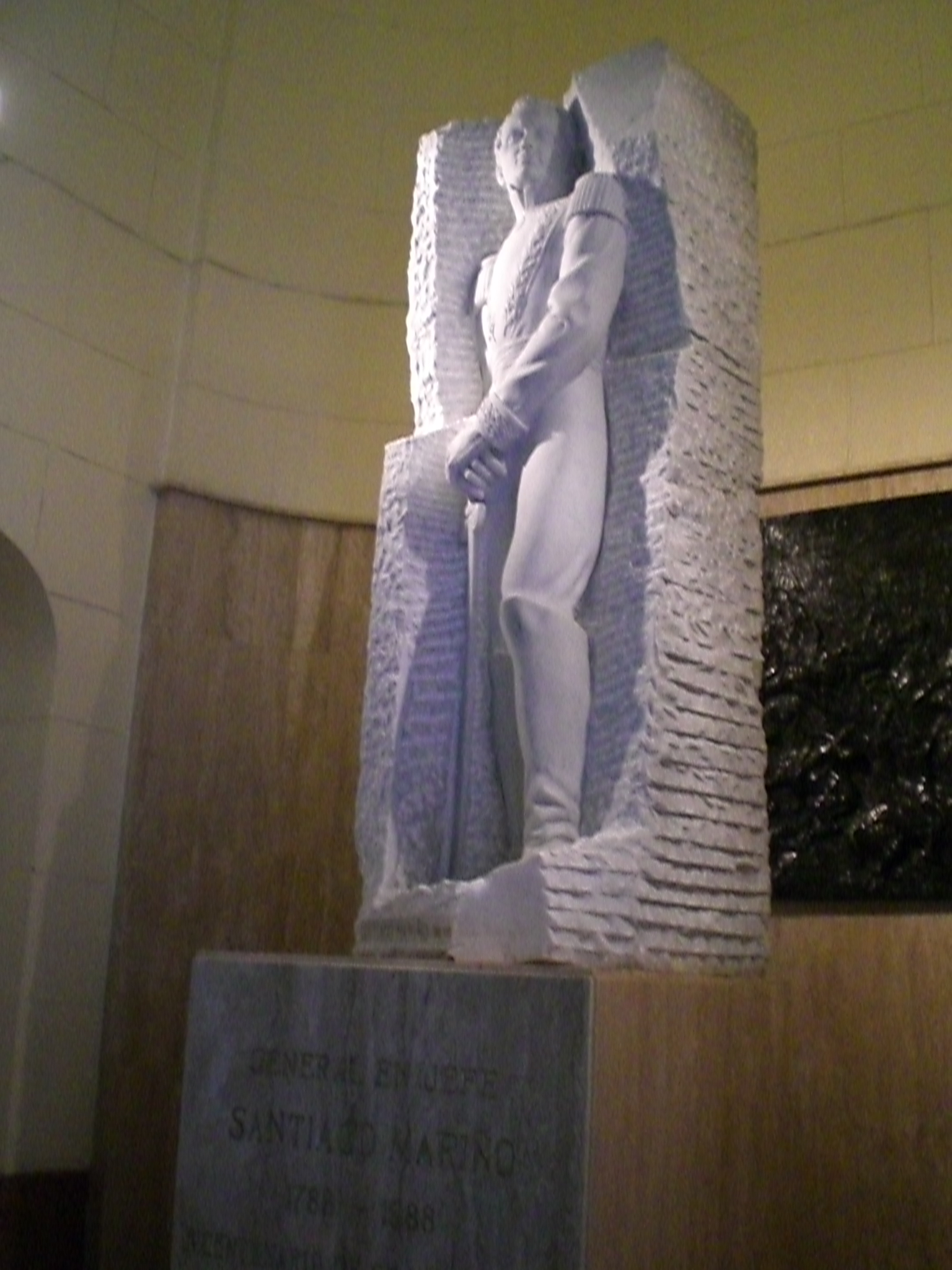
Estatua de Santiago Mariño en el Panteón Nacional de Venezuela.

Santiago Mariño pertenecía a una de las familias más distinguidas de la colonia, la cual se había radicado en la Nueva Granada en el siglo XVII en la población de Santa Rosa de Viterbo. La familia Mariño poseía influencia, riqueza y poder, entre sus propiedades se encontraban las tierras de San Judas Tadeo ubicadas hoy en el estado Táchira. Allí nace en 1760 su padre, Santiago Mariño y Acuña, hijo de Pablo Ángel Mariño de los Reyes Urdos, capitán de la armada española y caballero de Santiago, quien fallece en los hechos del Mirador Solano y nacido en la ciudad de Tunja en 1738.
Santiago Mariño se casó dos veces, la primera con Ana Teresa Malpica Hidalgo y la segunda con Rafaela Linero y Campo, natural de la ciudad de Tunja.
Hijos del primer matrimonio:
- Santiago Mariño Malpica.
- Eusebio Mariño Malpica.

Hijos del segundo matrimonio:
- Leonídas Mariño Linero.
- Pablo Mariño Linero.
- Luisa Mariño Linero.

Hermanos de Santiago Mariño
- Concepción Mariño y Carrige. Casada con José María de Sanda.